# 春日井市
春日井市（日语：／ Kasugai shi */?），是位於日本愛知縣西北部，名古屋市北側的城市，轄區西部位於濃尾平原，東半部則屬於尾張丘陵，南側以内川為界；目前是施行時特例市，雖然符合升格為中核市的資格，但目前並無規劃要申請成為中核市。
仙人掌為本地的特產，並使用春日井仙人掌之行銷品牌，除了觀賞用途外，也應用於各種食品上。
活躍於平安時代的書法家小野道風過去出身于此。

## 人口
東部的高藏寺新市鎮為1960年代起開始開發的新市鎮，也讓本市的人口自此開始速成長，並成為名古屋市周邊的通勤城鎮。
| 春日井市人口分布圖 |                                                 |  |
| 春日井市與日本全國年齡別人口分布比較圖 （2005年資料） | 春日井市的年齡、男女別人口分布圖 （2005年資料） |  |
| ■紫色是春日井市 ■綠色是全国 | ■藍色是男性 ■紅色是女性                         |  |
| 春日井市人口變化 \| 1970年 \| 161,835人 \| \| \| 1975年 \| 213,857人 \| \| \| 1980年 \| 244,119人 \| \| \| 1985年 \| 256,990人 \| \| \| 1990年 \| 266,599人 \| \| \| 1995年 \| 277,589人 \| \| \| 2000年 \| 287,623人 \| \| \| 2005年 \| 295,802人 \| \| \| 2010年 \| 305,569人 \| \| \| 2015年 \| 306,508人 \| \| \| 2020年 \| 308,681人 \| \| |                                                 |  |
| 資料來源：日本總務省統計中心提供之人口普查數據 |                                                 |  |
| 1970年 | 161,835人                                       |  |
| 1975年 | 213,857人                                       |  |
| 1980年 | 244,119人                                       |  |
| 1985年 | 256,990人                                       |  |
| 1990年 | 266,599人                                       |  |
| 1995年 | 277,589人                                       |  |
| 2000年 | 287,623人                                       |  |
| 2005年 | 295,802人                                       |  |
| 2010年 | 305,569人                                       |  |
| 2015年 | 306,508人                                       |  |
| 2020年 | 308,681人                                       |  |

## 歷史
過去在令制國時代屬於尾張國春日井郡，13世紀時小坂光善在此建立上條城，此後隨著戰國時代的紛亂，此區域陸續出現吉田城、白山城、大留城、下大留城。
17世紀進入江戶時代後，大部分區域都成為尾張藩的領地，少部分區域屬於尾張藩御附家老成瀨氏犬山藩和竹腰氏今尾藩的領地；由於在17世紀初期時此區域仍是被稱為春日井原的荒原，因此成為尾張藩藩主獵鷹的地方，也因此曾興建朝宮御殿作為藩主狩獵時的休息場所。
19世紀末明治維新實施廢藩置縣後，原屬各藩的區域分別改隸屬名古屋縣、今尾縣、犬山縣，在1872年的第一次府縣整併後全部區域隸屬新整併的名古屋縣，而名古屋縣在四個月後更名為愛知縣。
1889年日本實施町村制，現在的春日井市轄區在當時分屬勝川村、味美村、春日井村、片山村、田樂村、下原村、八幡村、小木田村、和爾良村、柏井村、小野村、雛五村、不二村、玉川村、神坂村、內津村共16個行政區劃；在1906年愛知縣的町村整併後，這些町村被整併為位於西南部的勝川町，位於南部的鳥居松村，位於西北部的鷹來村，位於中部的篠木村，位於東部的高藏寺村，位於東北部的坂下村共六個行政區劃。
位於西半部的勝川町、鳥居松村、篠木村、鷹來村在1943年合併為春日井市，位於東半側的坂下町及高藏寺町則是在1958年也併入春日井市。

### 變遷表
| 1889年10月1日                | 1889年 - 1944年             | 1889年 - 1944年              | 1889年 - 1944年             | 1945年 - 1954年             | 1955年 - 1989年             | 1989年 - 現在 | 現在     |
| ---------------------------- | --------------------------- | ---------------------------- | --------------------------- | --------------------------- | --------------------------- | ------------- | -------- |
| 勝川村                       | 1893年3月28日 改制為勝川町  | 1906年7月16日 合併為勝川町   | 1943年6月1日 合併為春日井市 | 1943年6月1日 合併為春日井市 | 1943年6月1日 合併為春日井市 | 春日井市      | 春日井市 |
| 味美村                       |                             | 1906年7月16日 合併為勝川町   | 1943年6月1日 合併為春日井市 | 1943年6月1日 合併為春日井市 | 1943年6月1日 合併為春日井市 | 春日井市      | 春日井市 |
| 春日井村                     |                             | 1906年7月16日 合併為勝川町   | 1943年6月1日 合併為春日井市 | 1943年6月1日 合併為春日井市 | 1943年6月1日 合併為春日井市 | 春日井市      | 春日井市 |
| 柏井村                       |                             | 1906年7月16日 合併為勝川町   | 1943年6月1日 合併為春日井市 | 1943年6月1日 合併為春日井市 | 1943年6月1日 合併為春日井市 | 春日井市      | 春日井市 |
| 片山村                       | 片山村                      | 1906年7月16日 合併為鷹來村   | 1943年6月1日 合併為春日井市 | 1943年6月1日 合併為春日井市 | 1943年6月1日 合併為春日井市 | 春日井市      | 春日井市 |
| 田樂村                       |                             | 1906年7月16日 合併為鷹來村   | 1943年6月1日 合併為春日井市 | 1943年6月1日 合併為春日井市 | 1943年6月1日 合併為春日井市 | 春日井市      | 春日井市 |
| 和爾良村                     | 和爾良村                    | 1906年7月16日 合併為鳥居松村 | 1943年6月1日 合併為春日井市 | 1943年6月1日 合併為春日井市 | 1943年6月1日 合併為春日井市 | 春日井市      | 春日井市 |
| 小野村                       |                             | 1906年7月16日 合併為鳥居松村 | 1943年6月1日 合併為春日井市 | 1943年6月1日 合併為春日井市 | 1943年6月1日 合併為春日井市 | 春日井市      | 春日井市 |
| 下原村                       | 下原村                      | 1906年7月16日 合併為篠木村   | 1943年6月1日 合併為春日井市 | 1943年6月1日 合併為春日井市 | 1943年6月1日 合併為春日井市 | 春日井市      | 春日井市 |
| 八幡村                       |                             | 1906年7月16日 合併為篠木村   | 1943年6月1日 合併為春日井市 | 1943年6月1日 合併為春日井市 | 1943年6月1日 合併為春日井市 | 春日井市      | 春日井市 |
| 小木田村                     |                             | 1906年7月16日 合併為篠木村   | 1943年6月1日 合併為春日井市 | 1943年6月1日 合併為春日井市 | 1943年6月1日 合併為春日井市 | 春日井市      | 春日井市 |
| 雛五村                       |                             |                              | 1943年6月1日 合併為春日井市 | 1943年6月1日 合併為春日井市 | 1943年6月1日 合併為春日井市 | 春日井市      | 春日井市 |
| 1906年7月16日 合併為高藏寺村 | 1930年1月1日 改制為高藏寺町 | 1930年1月1日 改制為高藏寺町  | 1958年1月1日 併入春日井市   |                             |                             | 春日井市      | 春日井市 |
| 1906年7月16日 合併為高藏寺村 | 1930年1月1日 改制為高藏寺町 | 1930年1月1日 改制為高藏寺町  | 1958年1月1日 併入春日井市   | 不二村                      |                             | 春日井市      | 春日井市 |
| 1906年7月16日 合併為高藏寺村 | 1930年1月1日 改制為高藏寺町 | 1930年1月1日 改制為高藏寺町  | 1958年1月1日 併入春日井市   | 玉川村                      |                             | 春日井市      | 春日井市 |
| 神坂村                       | 神坂村                      | 1906年7月16日 合併為坂下村   | 1958年1月1日 併入春日井市   | 1928年11月1日 改制為坂下町  | 1928年11月1日 改制為坂下町  | 春日井市      | 春日井市 |
| 內津村                       |                             | 1906年7月16日 合併為坂下村   | 1958年1月1日 併入春日井市   | 1928年11月1日 改制為坂下町  | 1928年11月1日 改制為坂下町  | 春日井市      | 春日井市 |

## 交通

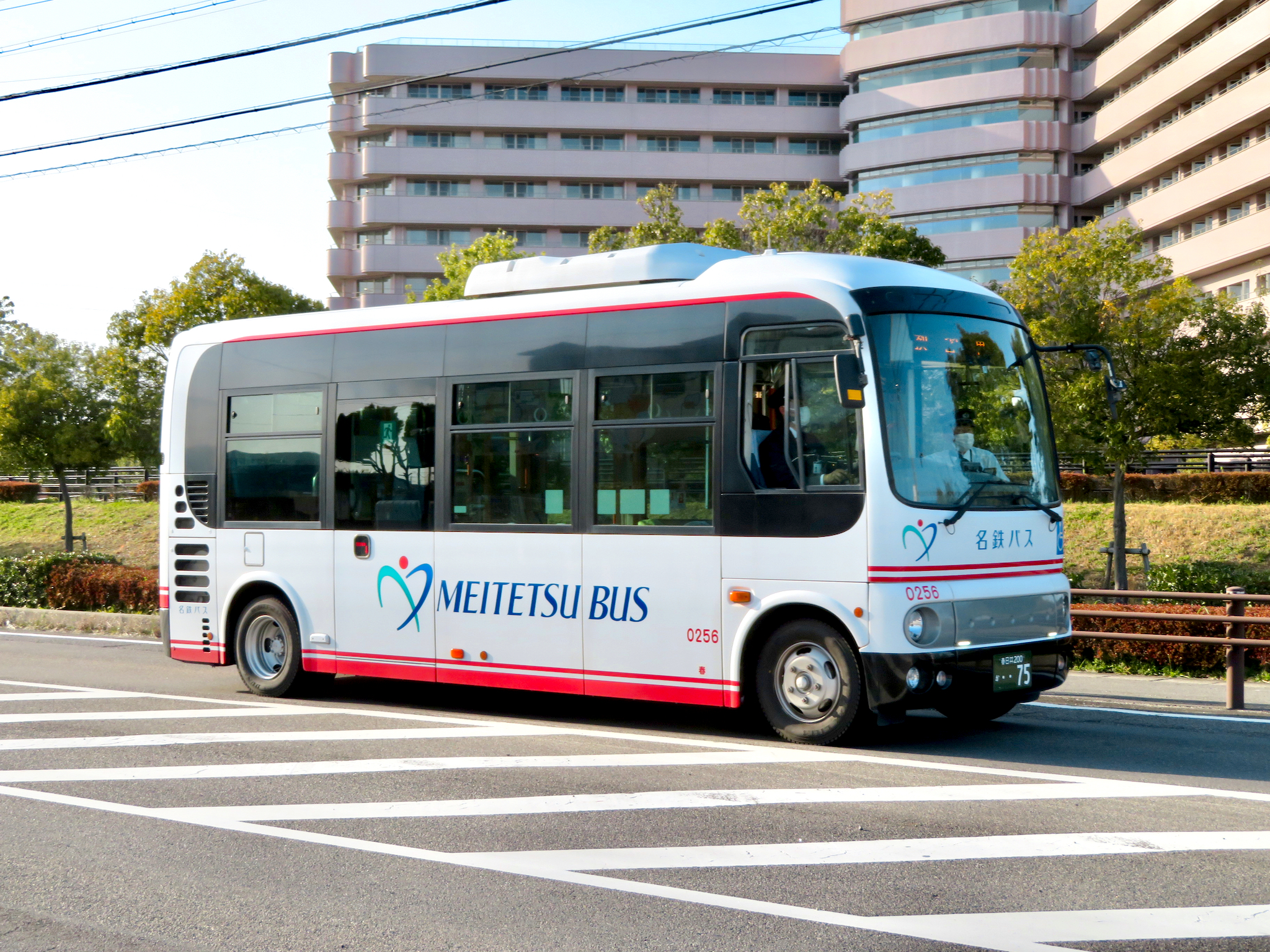
行駛於春日井市區內的名鐵巴士

過去曾為名古屋市週邊主要機場的名古屋飛行場位於春日井市的西側與豐山町、小牧市交界處，自2005年中部國際機場啟用後，現已成為縣營的日本國內線機場，但由於機場的旅客用航廈位於機場的西側，因此機場旅客的出入皆須自豐山町一側。
鐵路有東海旅客鐵道的中央本線及名古屋鐵道的小牧線分別自春日井市主要市區的東南側及西側通過，其中中央本線一路往東北通至位於春日井市東部的高藏寺新市鎮南側；利用這兩條路線可在半小時內抵達名古屋市的主要市區。
此外在中央本線上還有屬於東海旅客鐵道子公司的東海交通事業城北线自南部的勝川車站往西，可接入北名古屋市及清須市，由愛知縣地方政府出資營運的愛知環狀鐵道線則是自東側的高藏寺車站往東南可一路通往瀨戶市、丰田市、岡崎市。
市區內的客運路線主要由名鐵巴士經營，其他還有葵交通、名古屋市營巴士也都有經營週邊地區至春日井市的客運路線；春日井市政府本身也有委託名鐵巴士經營社區巴士－春日井城市巴士。

### 鐵路
- 東海旅客鐵道
  - 中央本線：（名古屋市） - 勝川車站 - 春日井車站 - 神領車站 - 高藏寺車站 - 定光寺車站 - （多治見市→）
- 东海交通事业
  - 城北线：勝川車站 - 味美車站 - （名古屋市→）
- 名古屋鐵道
  - 小牧線：（名古屋市） - 味美車站 - 春日井車站 - 牛山車站 - 間內車站 - （小牧市→）
- 愛知環狀鐵道
  - 愛知環狀鐵道線：（←瀨戶市） - 高藏寺車站

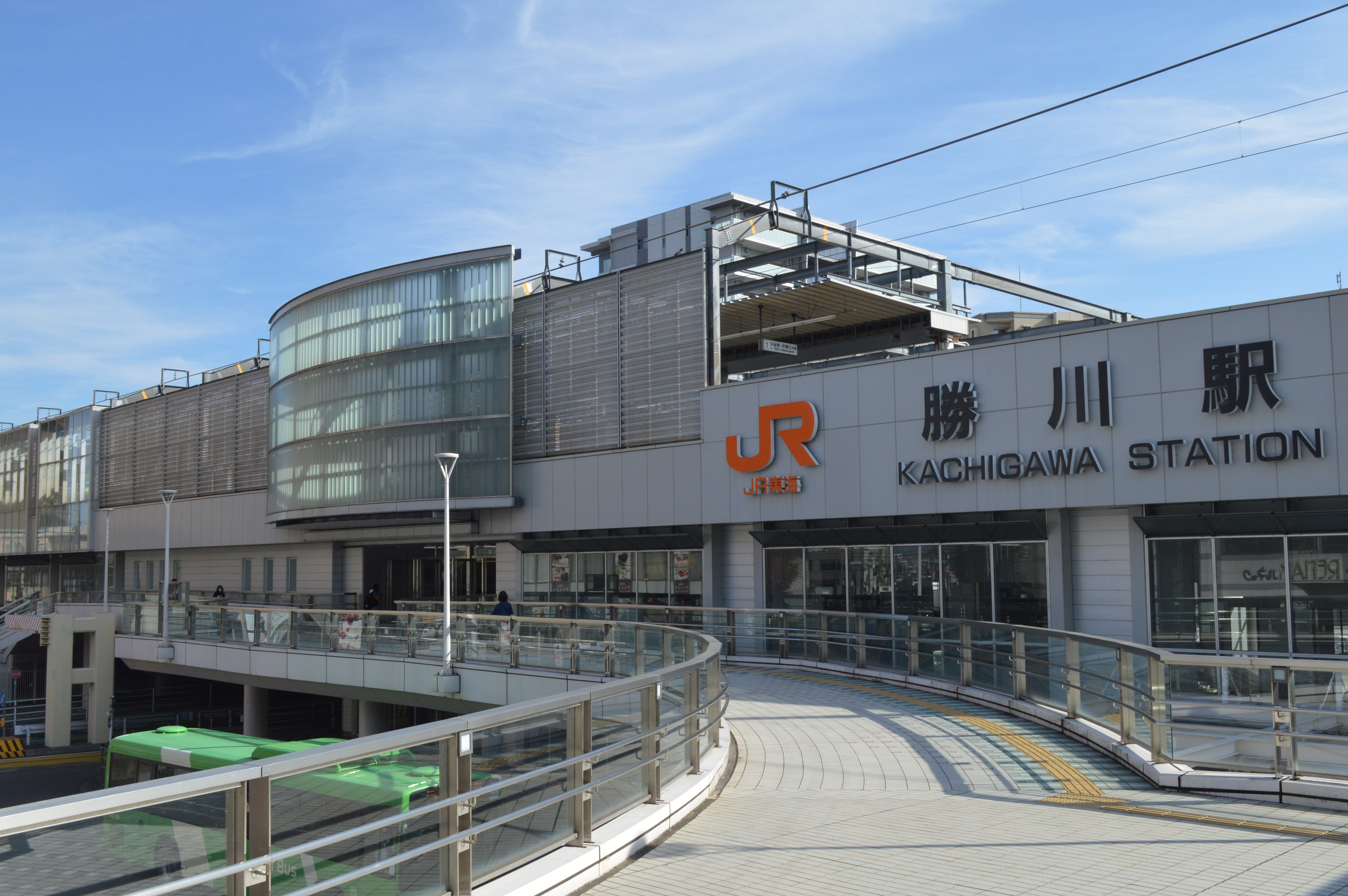
勝川車站
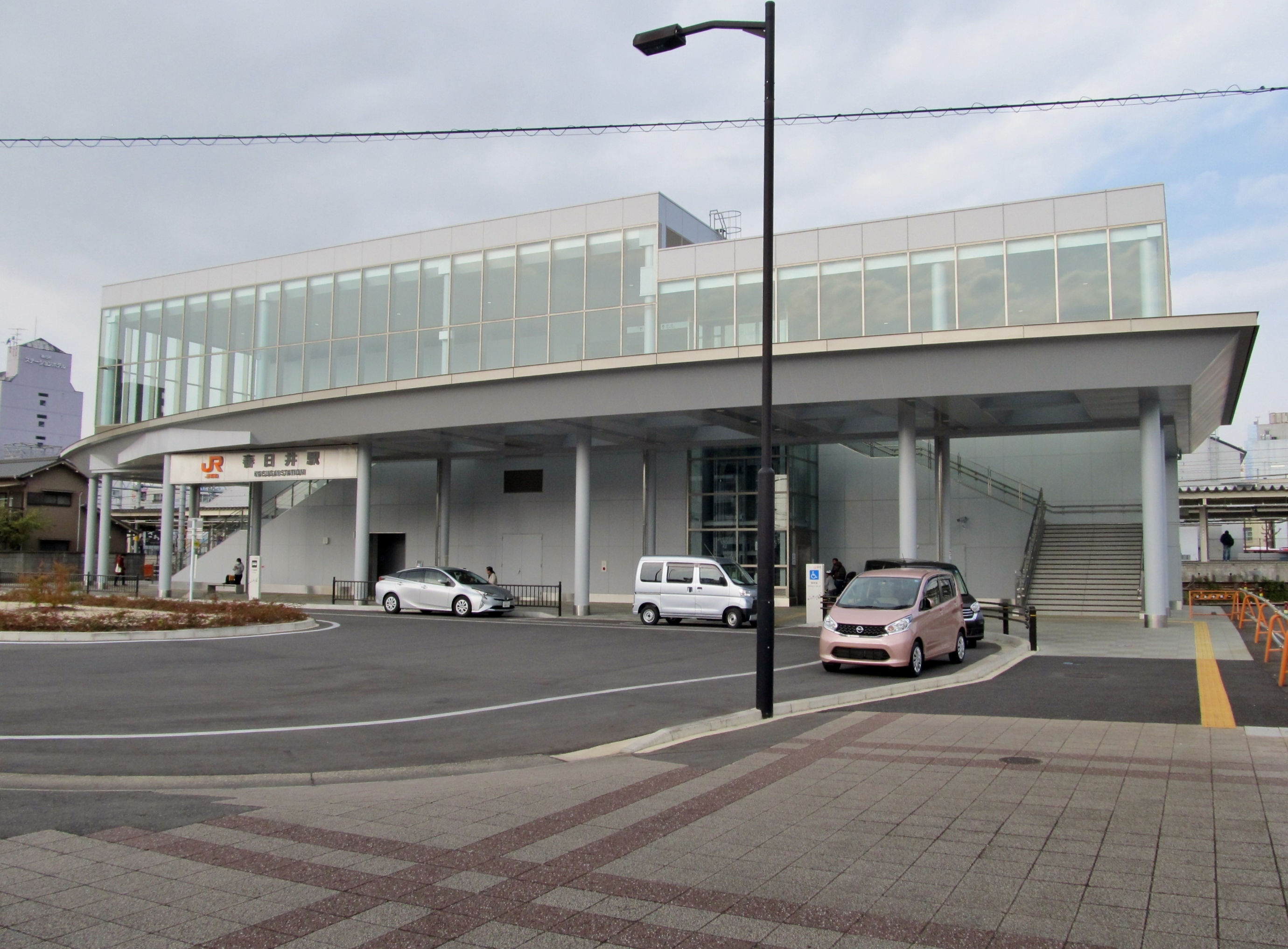
JR春日井車站南口
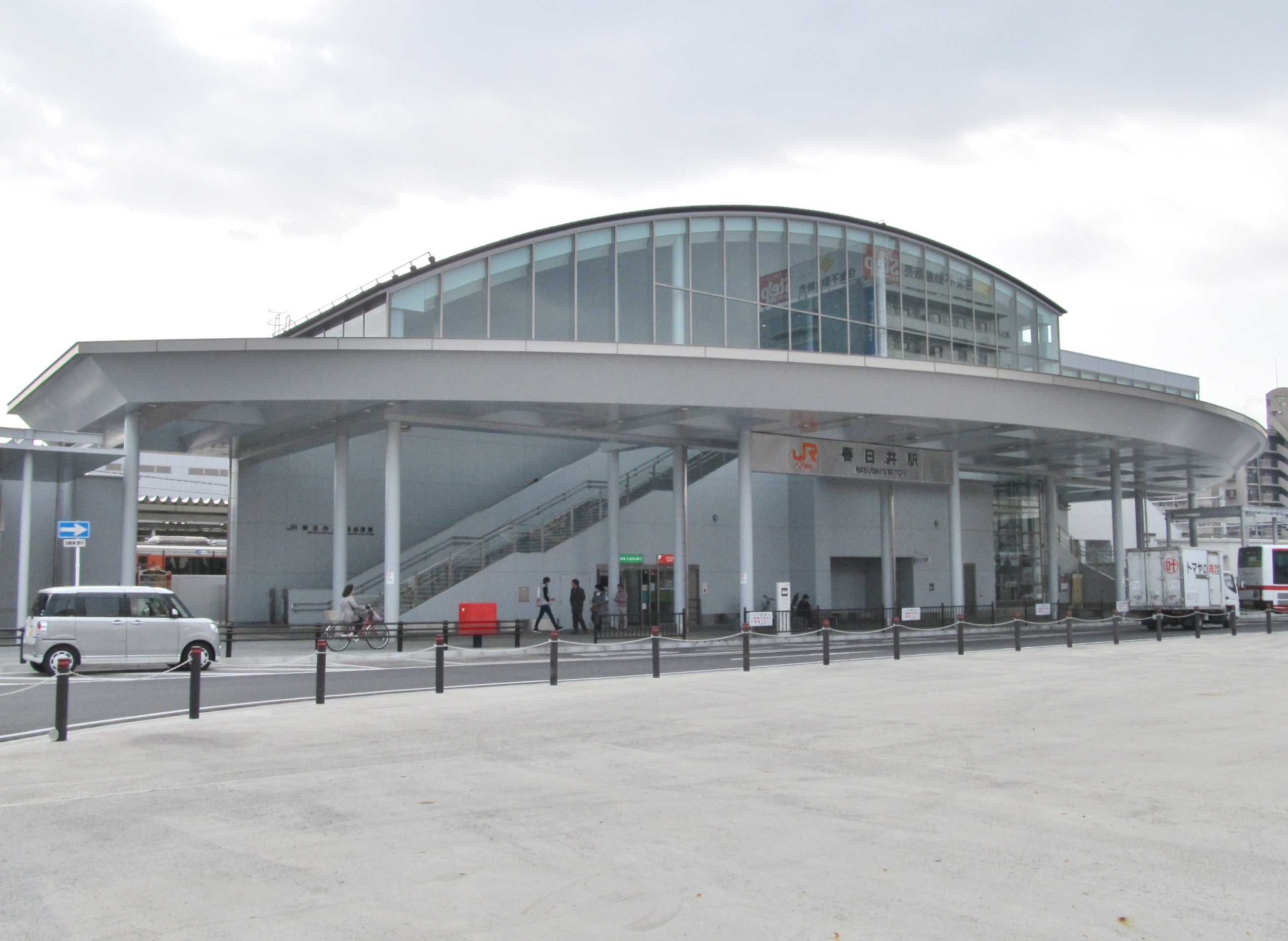
JR春日井車站北口
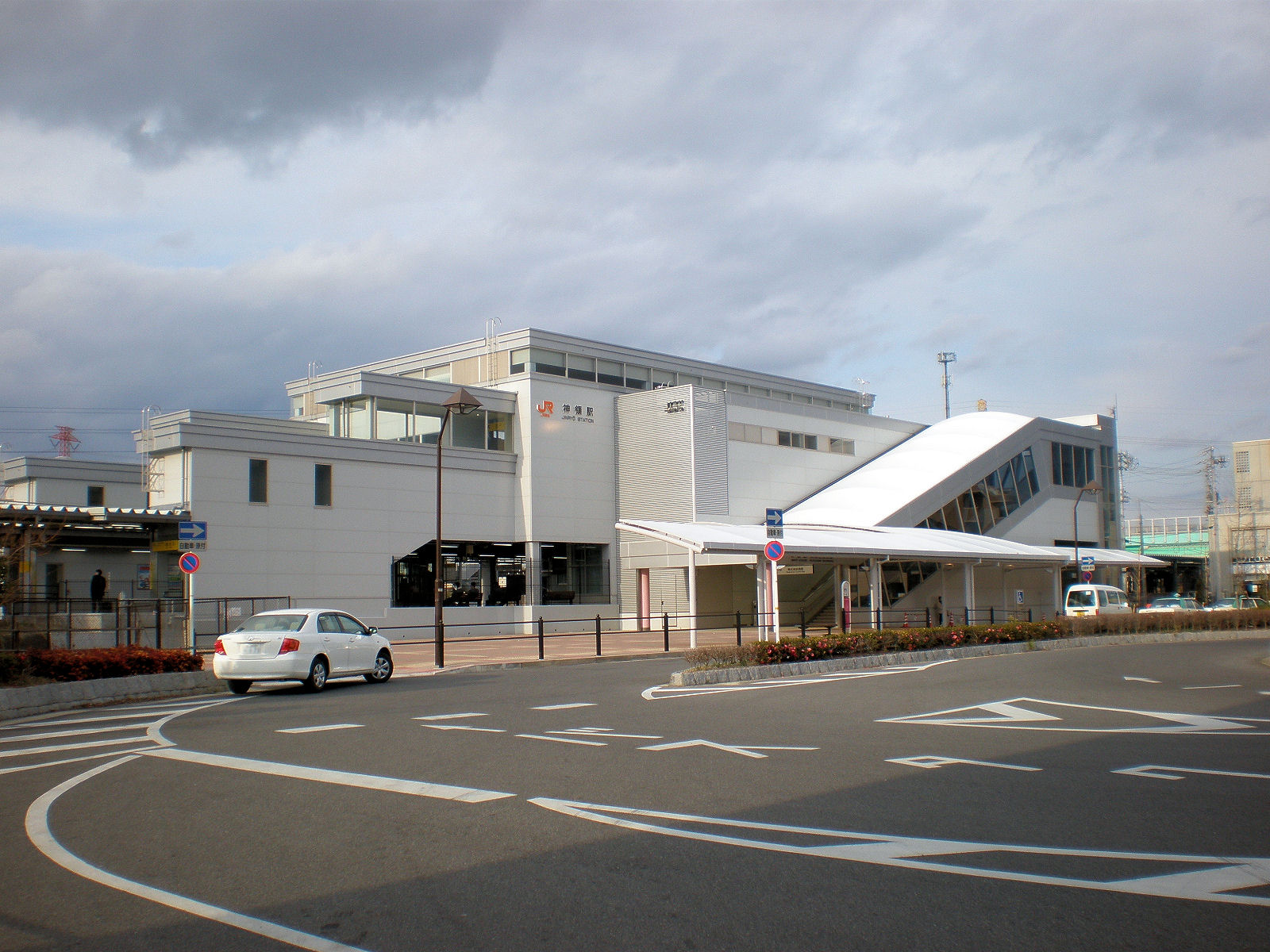
神領車站
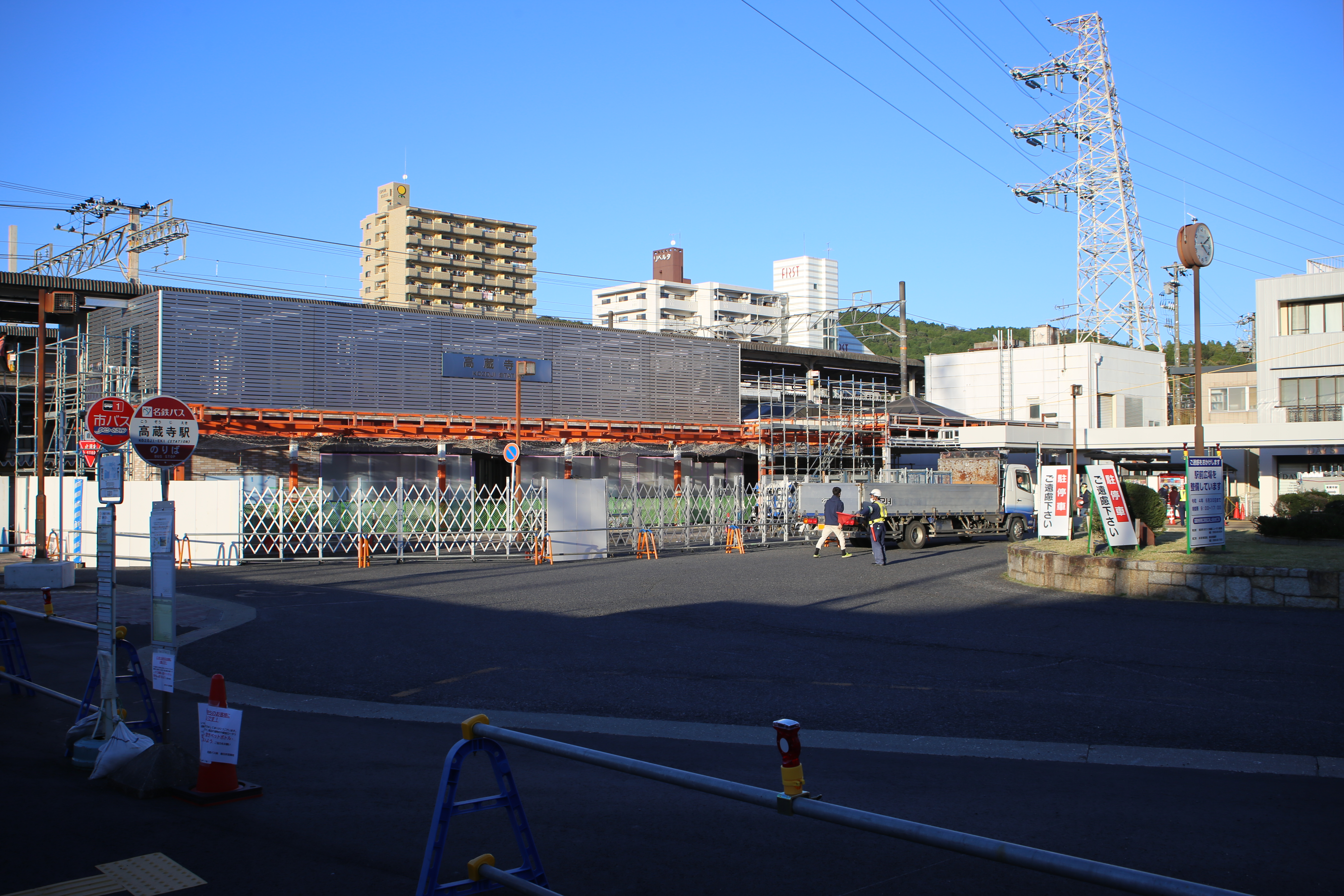
高藏寺車站
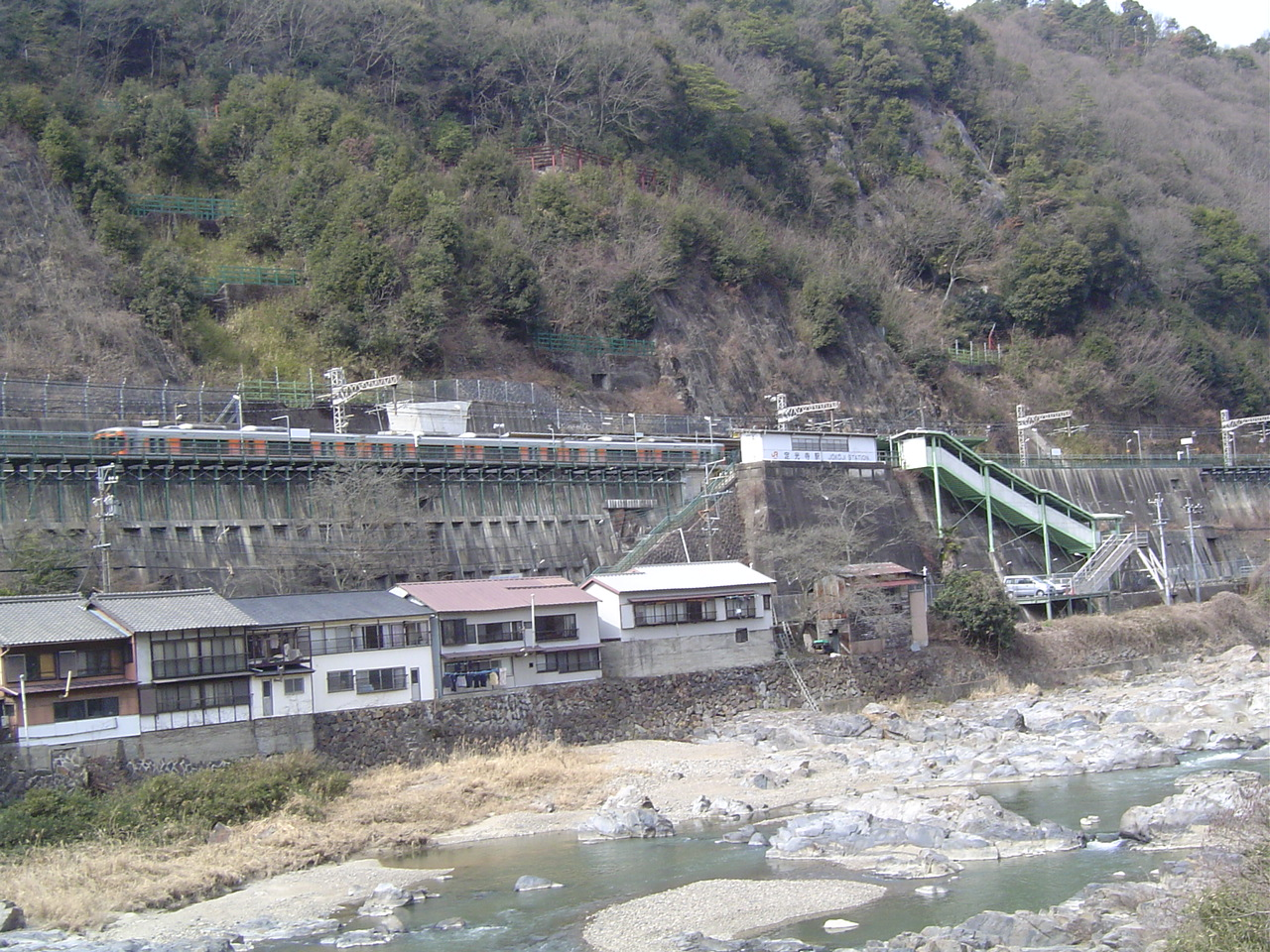
定光寺車站
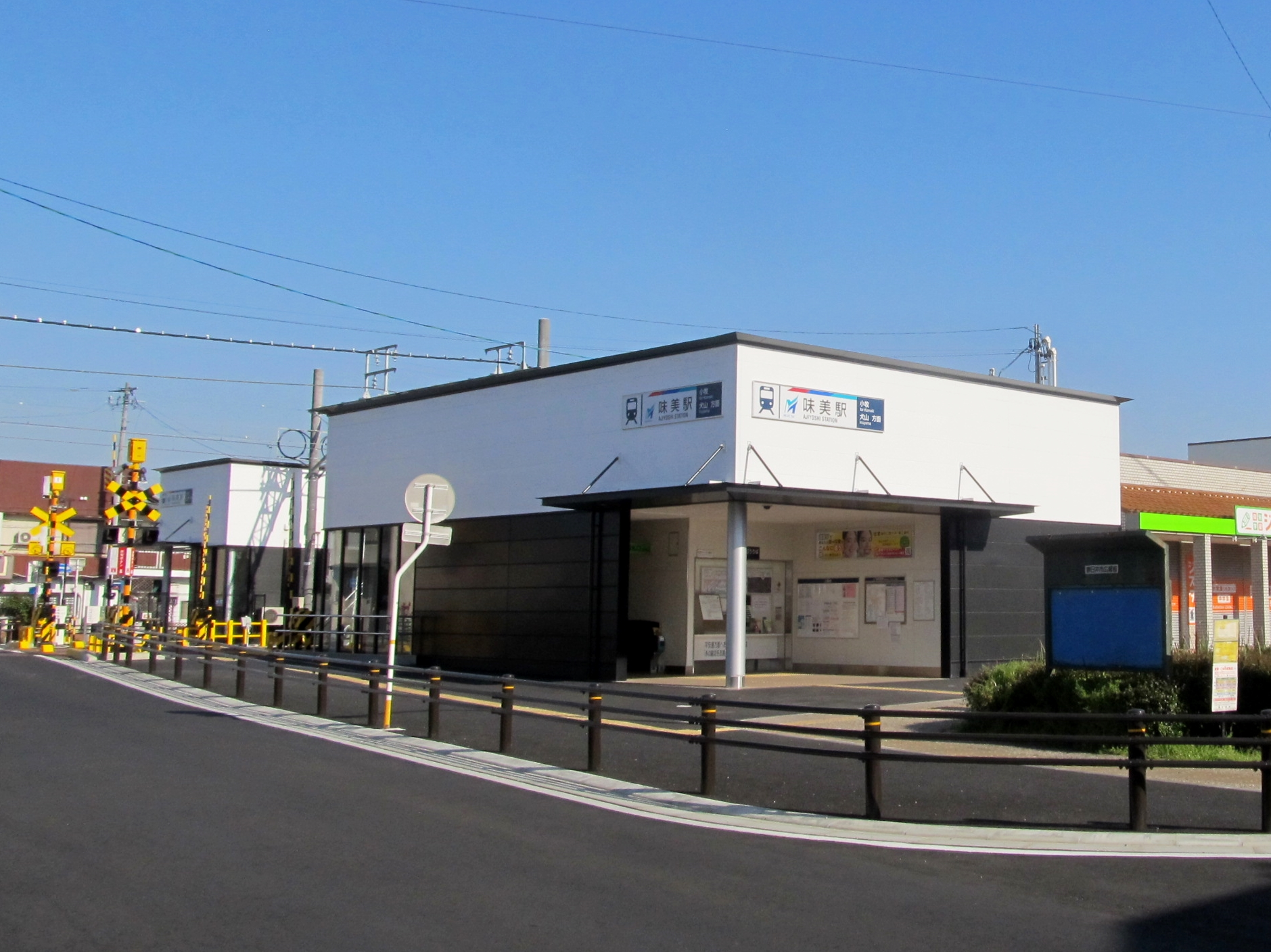
名鐵味美車站
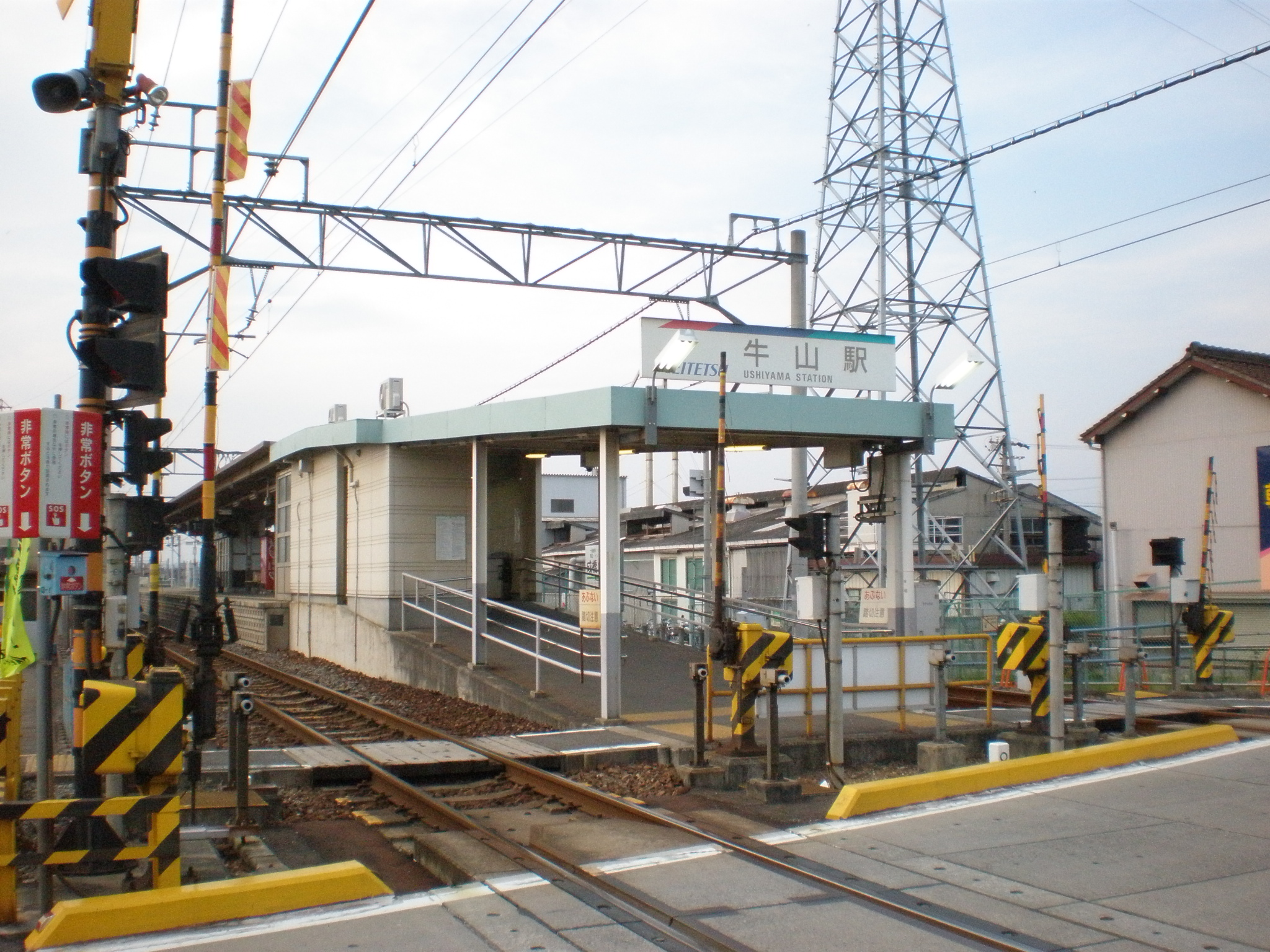
牛山車站

## 教育

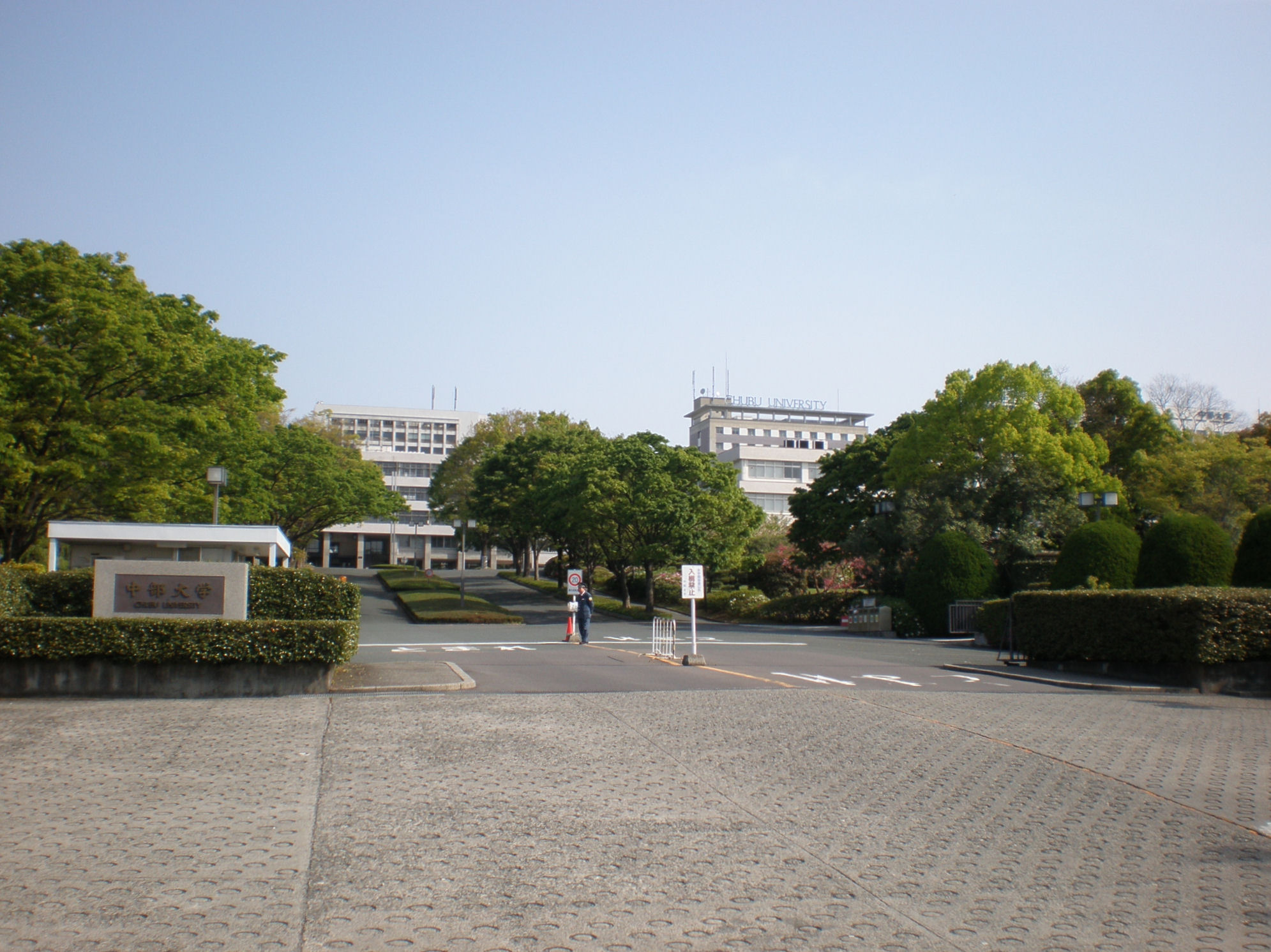
中部大學

中部大學的校本部位於春日井市中部，高藏寺新市鎮的西側，其設置科系包括七個學部、32個學科，學生總人數超過一萬人；在校本部旁也設有其附屬的中部大學春日丘中學校及高等學校。
而日本中部地區規模最大的名城大學在春日井市區北側則有其農學部的附屬農場。

## 姊妹、友好城市

### 海外
- 基隆拿（加拿大英屬哥倫比亞省）
兩地於1981年締結為姊妹都市。[9]

## 外部連結
- （日語） 春日井みっけ隊的Facebook專頁
- （日語） 春日井市的X（前Twitter）
- （日語） YouTube上的春日井市頻道
- （日語） 春日井市觀光會議協會 （页面存档备份，存于）